# 柿原と流田のラジオ+( )
『柿原と流田のラジオ+( )』（かきはらとながれだのらじおたすかっこ）は、超!A&G+にて2014年4月から配信されていた簡易動画付きのラジオ番組。

## 番組概要
- 声優・柿原徹也と、ロックバンド流田Projectのボーカル&ギターの流田豊がパーソナリティを務める、クラスの後ろでバカ笑いしている男子生徒たちのような、愉快で痛快なトークの30分。

パーソナリティの二人が、題名についている(カッコ)の中を満たすため、新たな面白いものを自由に探求していくラジオ番組である。
- 愛称は、「柿流(かきなが)ラジオ」である。
- かつては、アシスタントにpaletの藤本結衣（2014年4月 - 9月）、永山風花（2014年9月 - 2015年4月）を迎え、3人体制で番組を送っていたが、2015年4月より2人体制でのラジオ番組となった[1]。
- ノンスポンサーで番組が制作されており、現在、スポンサーを募集中である（番組内で度々話題に上る）。
- パーソナリティの2人は、奈良健康ランド大和温泉大使に2度就任（2017年7月24日 - 9月24日、2018年10月1日 - 11月30日）[2]

館内で撮りおろしムービー・館内放送が流れたり、パネルが置かれたりした。
- 2019年2月、2人のみの放送になってから放送200回を迎えた。
- 2020年10月より、土曜（金曜深夜）2時30分に放送時間が変更となる。

### 配信時間
- 金曜日 2:30 - 3:00（木曜日深夜）

超!A&G+にて、簡易動画付きである。
- 月曜日 14:30 - 15:00

超!A&G+にて、リピート放送。
- AG-ON Premiumにて、放送日翌日から一週間限定のアーカイブ配信が行われている。
- その他、モバイル版「オメンとイケメン」を配信中。こちらは、動画はなく音声のみで、ラジオの収録後のトークを文化放送モバイルPlusにて配信している（隔週更新、文化放送モバイルPlusの有料会員登録が必要）。

## コーナー
※現在、定期的もしくは不定期で開催されるコーナーについて記述する。
- ふつおたのコーナー

リスナーから送られてきたメールについて話をする。
- 柿原と流田のあそびば

パーソナリティの2人が面白いと思ったことを積極的にやっていくコーナー。パーソナリティの二人がスタッフに遊ばれるコーナーでもある。ジェスチャーゲーム等のゲームをしたり、スタッフから出されるクイズをやったり、スタッフから出されるお題に応えたり挑戦したり、テーマメールを募集して、それについて語ったりなど、内容は多岐に渡る。
- 柿原と流田のカタリバ

メールテーマを決めて、リスナーからメールを募集し、メールを基に、パーソナリティの二人が真剣にトークする。
- サウナのコーナー

音声のみで放送するコーナー。主に男性からのメールを募集し(女性からのメールが読まれることもある)、メールを元に、パーソナリティの二人が、男性目線でサウナの中の男性同士の会話のようなトークを繰り広げる。
- テツコとユタコのガールズトーク

リスナーから嫌な女の話を募集し、それについて議論する。パーソナリティの二人はそれぞれ「テツコ」と「ユタコ」としてトークする。
- モバイル版「オメンとイケメン」

文化放送モバイルPlusにて配信している、ラジオ収録後のアフタートーク。リスナーからの相談メールに真剣に答えたり、スタッフからのお題に真剣に議論したりする。いい話が聞ける率が高い。

## イベント
- 第一回公開録音

文化放送12階メディアプラスホールにて（2016年7月10日）
- 奈良健康ランドPresents公開録音イベントinなんばHIPS

（2017年7月8日）
パーソナリティの二人が奈良健康ランド大和温泉大使に就任したことを記念しての公開録音イベント。
- DVD発売記念公開録音イベント

文化放送12階メディアプラスホールにて（2018年4月8日）
DVD「柿原と流田のも～っと仲良くなる大阪の旅」発売を記念しての公開録音イベント。
- 公開トークイベント

奈良健康ランド（2018年11月25日）
パーソナリティ2人の、2回目の奈良健康ランド大和温泉大使就任を記念して行われた。録音・録画一切なしのトークイベント。
※なお、イベントでは基本的にSNS等で内容をネタバレすることは禁止である。

## 関連商品
- CD「カレーの歌」

「カレーの歌」「手紙」「笑い声の歌」の3曲を収録。パーソナリティ二人が歌う。
作曲は3曲とも流田豊。
演奏は流田Project。
- DVD「柿原と流田のも～っと仲良くなる大阪の旅」[5]